# Trecia Smith
Trecia Smith (* 5. November 1975) ist eine jamaikanische Dreispringerin.
Bei den Leichtathletik-Weltmeisterschaften 2001 in Edmonton wurde sie Achte, und bei den Commonwealth Games 2002 in Manchester gewann sie Bronze.
2004 wurde sie sowohl bei den Hallenweltmeisterschaften in Budapest wie auch bei den Olympischen Spielen in Athen Vierte.
Im Jahr darauf gewann sie bei den Weltmeisterschaften in Helsinki Gold. 2006 wurde sie erneut Vierte bei den Hallenweltmeisterschaften in Moskau und errang Gold bei den Commonwealth Games in Melbourne. Bei den Weltmeisterschaften 2007 in Osaka scheiterte sie in der Qualifikation.

## Persönliche Bestleistungen
- Dreisprung: 15,16 Meter (+0,7), 2. August 2004, Linz
- Weitsprung: 6,74 Meter (+1,4), 25. März 2001, Tuscaloosa
- Siebenkampf: 5692 Punkte, 26. März 1999, Tuscaloosa